# عصب إضافي
العَصَب الإِضافِي أو العَصَب اللَّاحِق(1) هوَ العَصَبُ القِحفي الحادي عشر، حيثُ يُعَصِّب العضلة القصية الترقوية الحلمية والعضلة شبه المنحرفة، كما أنَّ العَصب الإضافي يُعتبر عَصبًا ذو وظيفة حركيةٍ فَقط. تعملُ العضلة القصية الترقوية الحلمية على التحكم في ميلان ودوران الرأس، أما العضلة شبه المنحرفة فهي تتصلُ بعظم الكتف، وهي مسؤولةٌ عن هز الكتفين.
ينشأُ العصب الإضافي من الصفيحة القاعدية للقطع الشوكية الجنينية C1–C6.‏ تنشأُ ألياف العصب الإضافي الشوكي من عصبوناتٍ موجودةٍ في أعلى الحبل الشوكي، ثم تلتقي هذه الألياف لتُشكل الجذيرات ثم الجذور، وأخيرًا تُشكل العصب الإضافي الشوكي، ثم يدخل إلى الجمجمة عبر الثقبة العظمى، حيثُ يلتقي مع الجزء القحفي للعصب الإضافي، وبعدها يخرجُ العصب الإضافي عبر الثقبة الوداجية، وينفصل الجزء القحفي للعصب الإضافي عن الجزء الشوكي. يُعتبر العصب الإضافي العصب القحفي الوحيد الذي يدخل إلى الجمجمة ويخرج منها.
يُوصف العصب الإضافي بأنَّ له جُزئين، جزءٌ شوكي وآخرٌ قحفي. يتصل الجزء القحفي مباشرةً مع العصب المبهم، ويوجد جدلٌ مستمرٌ حول اعتبار الجزء القحفي جزءًا من العصب الإضافي أم لا. بالتالي، يُشير مُصطلح العصب الإضافي عادةً فقط إلى العصب الذي يزوِّد العضلة القصية الترقوية الحلمية والعضلة شبه المنحرفة، وهو ما يُعرف بالعصب الإضافي الشوكي.
تُقاس قوة هذه العضلات باستعمال الفحص العصبي، وذلك لتقييم وظيفة العصب الإضافي الشوكي. يُشير ضعف القوة أو محدودية الحركة إلى حدوث ضررٍ في العصب، والذي قد يحدثُ بسبب مجموعةٍ متنوعةٍ من الأسباب، وتُعتبر الإجراءات الطبية في الرأس والرقبة السبب الأكثر شيوعًا لإصابة العصب الإضافي الشوكي. قد تؤدي إصابة العصب الإضافي الشوكي إلى ضعفٍ في عضلات الكتف، وتجنُح عظم الكتف، وضعف ابتعاد الكتف ودورانه للخارج.
وَصف العصب الإضافي للمرة الأولى بواسطة توماس ويليس وكان ذلك عام 1664.

## الهيكلية
تنشأ ألياف العصب الإضافي الشوكي منفردةً من عصبوناتٍ موجودةٍ في أعلى الحبل الشوكي، وذلك عند بداية النخاع الشوكي في منطقة تقاطعه مع النخاع المستطيل، حتى مستوى الفقرة العنقية السادسة (C6)،‏ ثم تلتقي هذه الألياف لتُشكل الجذيرات ثم الجذور، وأخيرًا تُشكل العصب الإضافي الشوكي، ثم يدخل إلى الجمجمة عبر الثقبة العظمى، وهي أكبر فتحةٍ في قاعدة الجمجمة. ينتقل العصب على طول الجدار الداخلي للجمجمة باتجاه الثقبة الوداجية، حيث يتصل مع الجزء القِحفي للعصب الإضافي، ثُم يخرجُ من الجمجمة عبر الثقبة الوداجية ويكون مترافقًا مع العصب البلعومي اللساني والعصب المبهم. يخرجُ الجزء القِحفي للعصب الإضافي من السطح الأمامي للنخاع المستطيل، في المنطقة بين الجسم الزيتوني والسويقة المخيخية السفلية، ثم يسيرُ جانبيًا في حفرة القحف الخلفية حتى يلتقي مع الجزء الشوكي للعصب الإضافي. يُعتبر العصب الإضافي العصب القحفي الوحيد الذي يدخل إلى الجمجمة ويخرج منها، كما يُعتبر فريدًا بين الأعصاب القحفية لامتلاكه عصبوناتٍ حركية من القطع العنقية الخمسة العلوية للحبل الشوكي.
عند خروج العصب الإضافي من الجمجمة، ينفصلُ الجزء القحفي عن الجزء الشوكي. ثم يتصلُ الجزء القحفي مع العصب المُبهم ويتوزع مع فروعهِ إلى عضلات الحنك الرخو والبلعوم (عبر الضفيرة البلعومية) والحنجرة (باستثناء العضلة الحلقية الدرقية)، أما الجزء الشوكي فيستمرُ منفردًا ويتجهُ إلى الخلف والأسفل، حيثُ يعبرُ في الرقبة عن الوريد الوداجي الباطن وذلك حول مستوى البطن الخلفي للعضلة ذات البطنين، وأثناء نزوله للأسفل يخترقُ العضلة القصية الترقوية الحلمية ويُخرج فروعًا حركية، ثم يستمر إلى الأسفل حتى يبلغ العضلة شبه المنحرفة ليُعَصب حركيًا الجزء العلوي منها.

### النواة
تتكونُ ألياف العصب الإضافي الشوكي من عصبوناتٍ حركية سفلية تقع في الجزء العلوي من الحبل الشوكي. تُسمى مجموعة العصبونات هذه بنواة العصب الإضافي الشوكية، حيثُ تقع في الجانب الوحشي(1) للقرن الرمادي الأمامي في الحبل الشوكي، ويمتد من بداية الحبل الشوكي في منطقة تقاطعه مع النخاع المستطيل، حول مستوى الفقرة العنقية السادسة (C6).‏ يستمرُ القرن الوحشي للقطع العنقية العلوية مع النواة الملتبسة للنخاع المستطيل، وهو الجُزء الذي تخرجُ منه الألياف القحفية للعصب الإضافي.

### الاختلاف
في الرقبة، يعبرُ العصب الإضافي عن الوريد الوداجي الباطن وذلك حول مستوى البطن الخلفي للعضلة ذات البطنين، ويكون أمام الوريد في حوالي 80% من الأفراد، وخلفه في حوالي 20%، كما تُوجد حالةٌ واحدةٌ موثقةٌ لاختراق العصب للوريد.
يُعرف بأنَّ العصب الإضافي يمتلك جزءًا قحفيًا صغيرًا ينشأُ من النخاع المستطيل، ويرتبط لمسافةٍ قصيرةٍ مع الجزء الشوكي للعصب الإضافي، وذلك قبل تفرعه من العصب ليرتبط بالعصب المبهم. أشارت دراسةٌ أُجريت على اثني عشر موضوعًا ونشرت في عام 2007، بأنَّ الجزء القحفي لا يتصل بوضوحٍ مع الجزء الشوكي في مُعظم الأفراد، حيثُ أنَّ جذور هذا الجزء مفصولةٌ بغمدٍ ليفي في الجميع ما عدا موضوعٍ واحد.

### النماء
أثناء الأسبوع الرابع من تطور الجنين، تكون نواة العصب الإضافي موجودة. تقوم مراكز التكاثر في الظهارة العصبية (في الدماغ البصلي من الدماغ الخلفي) بإظهار ثمانية قطعٍ مميزةٍ تُسمى القسيمات المعينية، حيثُ تنشأُ منها نواة العصب الإضافي الحركية. ينشأ العصب الإضافي من الصفيحة القاعدية للقطع الشوكية الجنينية C1–C6.‏

## الوظيفة

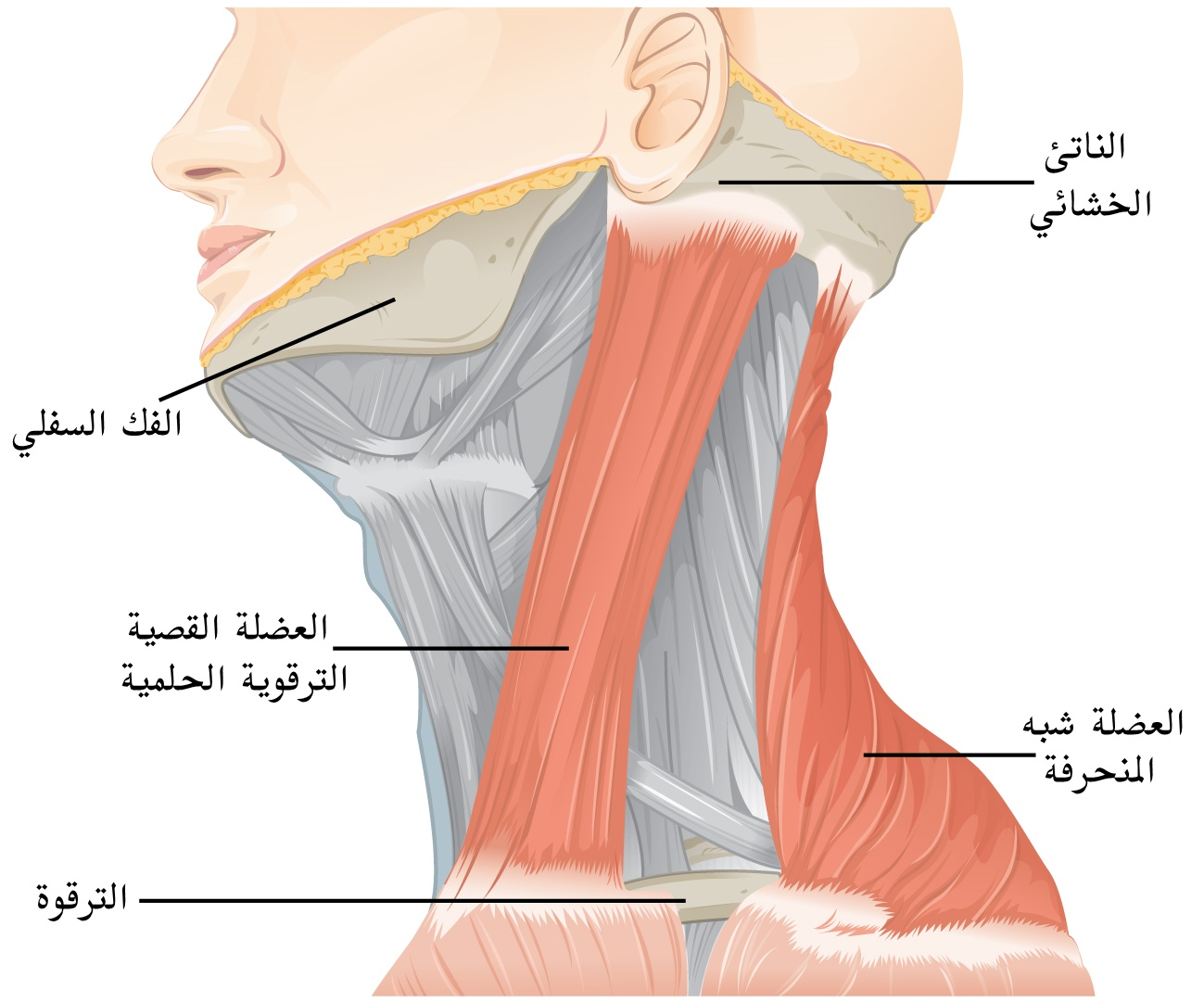
يعملُ العصب الإضافي على تعصيب العضلة القصية الترقوية الحلمية والعضلة شبه المنحرفة

يعملُ الجزء الشوكي للعصب الإضافي على التحكم الحركي في العضلة القصية الترقوية الحلمية والعضلة شبه المنحرفة، حيثُ تتحكم العضلة شبه المنحرفة في هز الكتفين، أما العضلة القصية الترقوية الحلمية فتتحكم في تحريك الرأس. مثل باقي العضلات، فإنَّ التحكم في العضلة شبه المنحرفة ينشأ من الجانب المقابل في الدماغ، كما أنَّ انقباض الجزء العلوي من هذه العضلة يؤدي إلى رفع عظم الكتف. يُعتقد أنَّ الألياف العصبية للعضلة القصية الترقوية الحلمية تُغير الجانب الذي تسير فيه مرتين، مما يعني أن العضلة القصية الترقوية الحلمية يتحكم بها الدماغ في نفس الجانب من الجسم. يؤدي انقباض ألياف العضلة القصية الترقوية الحلمية إلى تحريك الرأس باتجاه الجانب المُقابل، وهذا يعني أنَّ صافي التأثير هو تحرك الرأس إلى نفس جانب الدماغ الذي يتلقى معلوماتٍ بصرية من تلك المنطقة. يعملُ الجزء القحفي للعصب الإضافي على التحكم الحركي في عضلات البلعوم، والحنجرة، والحنك الرخو.

### التصنيف
يوجدُ خلافٌ بين الباحثين حول المصطلحات المُستخدمة لوصف نوع المعلومات التي يحملها العصب الإضافي. نظرًا لأنَّ العضلة شبه المنحرفة والعضلة القصية الترقوية الحلمية تنشأ من الأقواس البلعومية، فإنَّ بعض الباحثين يعتقدون بأنَّ العصب الإضافي الذي يُعصب هذه العضلات، يجب أن يحمل معلوماتٍ خاصةٍ للعمود الفقري الذي يعصبهم يجب أن يحمل معلومات صادرةٍ حشويةٍ خاصة (SVE) مُحددة. هذا يتوافقُ مع الملاحظة التي تُشير بأنَّ نواة العصب الإضافي الشوكية تبدو مُتصلةً مع النواة الملتبسة في النخاع المستطيل. يعتقدُ آخرون بأنَّ العصب الإضافي الشوكي يحملُ معلوماتٍ صادرة جسدية عامة (GSE). كما يستنتجُ آخرون بأنَّ العصب الإضافي الشوكي يحمل مكوناتٍ صادرة حشوية خاصة وصادرة جسدية عامة.

## الأهمية السريرية

### الفحص

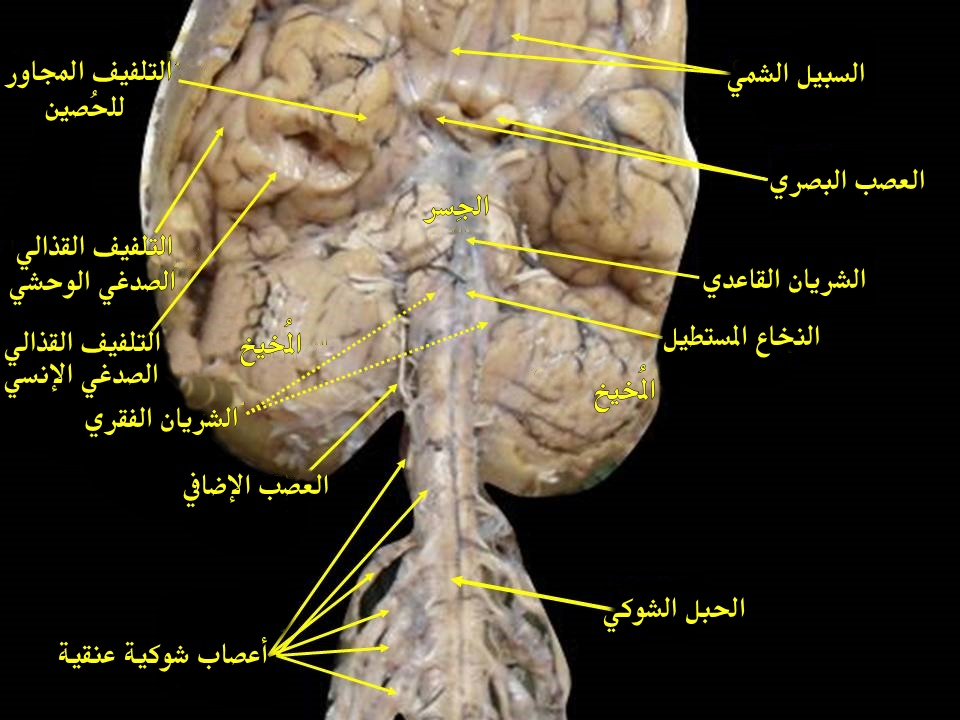
الدماغ والحبل الشوكي في عينة تشريحية. يُمكن مشاهدة العصب الإضافي على شكل عددٍ من الجذيرات تنشأ من النخاع المستطيل.

يُفحص العصب الإضافي من خلال تقييم وظيفة العضلة شبه المنحرفة والعضلة القصية الترقوية الحلمية، حيثُ تُفحص العضلة شبه المنحرفة عبر الطلب من المريض بهز كتفيه مرةً مع تطبيق مقاومةٍ عليها (معاكستها) ومرةً دون ذلك، أما العضلة القصية الترقوية الحلمية فتُفحص عبر الطلب من المريض بتحريك رأسه إلى اليسار أو اليمين مع تطبيق مقاومةٍ عليها.
إذا كان هناك ضعفٌ من جانبٍ واحدٍ في العضلة شبه المنحرفة، فإنهُ قد يشير إلى حدوث إصابةً في العصب الإضافي الشوكي على نفس جانب الجسم الذي يجري فحصُه. يُشير الضعف في تحريك الرأس إلى إصابةً في العصب الإضافي الشوكي على الجانب المُقابل، حيثُ يشير ضعف التحريك إلى اليسار إلى ضعف العضلة القصية الترقوية الحلمية اليمنى (أي إصابة العصب الإضافي الشوكي الأيمن)، أما ضعف التحريك إلى اليمين فيُشير إلى ضعفِ العضلة القصية الترقوية الحلمية اليُسرى (أي إصابة العصب الإضافي الشوكي الأيسر).
بالتالي، فإنَّ ضعف هز الكتف في جانبٍ واحدٍ مع ضعف تحريك الرأس إلى الجانب المقابل، قد يُشير إلى ضررٍ في العصب الإضافي على نفس جانب ضعف هز الكتف، أو ضررٍ على طول مسار العصب في الجانب المقابل من الدماغ. تُوجد أسبابٌ متعددةٌ لضرر العصب، وتشمل: التعرض لصدمةٍ ما أو الجراحة أو الأورام أو حدوث ضغطٍ على الثقبة الوداجية. قد يشير الضعف في كلتا العضلتين إلى مرضٍ عامٍ مثل التصلب الجانبي الضموري أو متلازمة غيلان باريه أو شلل الأطفال.

### الضرر
عادةً ما تحدثُ إصابة العصب الإضافي الشوكي أثناء جراحات الرقبة، والتي تتضمنُ تسليخ الرقبة واستئصال العقد اللمفاوية، كما قد تحدثُ الإصابة بسبب ضربةٍ حادةً أو خارقة، وأحيانًا تحدث بشكلٍ تلقائي. أيُ ضررٍ في أي نقطةٍ على طول مسار العصب سوف تؤثرُ على وظيفة العصب. يُزال العصب عمدًا أثناء تسليخ الرقبة الجذري، وهي عمليةٌ تهدفُ لإجراء محاولاتٍ لاستكشاف الرقبة جراحيًا لمعرفة مدى وجود السرطان. تُوجد محاولاتٌ لإجراء عملية التسليخ هذه بأساليبٍ أُخرى أقل توغلًا.
قد تؤدي إصابة العصب الإضافي إلى ألمٍ في الرقبة وضعفٍ في العضلة شبه المنحرفة، حيثُ تعتمد الأعراضُ على النقطة التي قُطعت في مسار العصب. كما قد تؤدي إصابة العصب إلى انخفاض الحزام الكتفي وضمورٍ فيه وحركاتٍ غير طبيعية، مع بروزٍ في عظم الكتف وضعفٍ في الإبعاد. قد يؤدي ضعفُ الحزام الكتفي إلى إصابةٍ في الضفيرة العضيدة بسبب الشد الحاصل. يصعبُ تشخيصُ إصابة العصب الإضافي، لذلك قد يلزم إجراء تخطيط كهربائية العضلة ودراسات توصيل العصب لتأكيد تشخيص الإصابة المُشكوك فيها. تُعالج الإصابة بشكلٍ محافظٍ باستعمال مسكنات الألم والعلاج الفيزيائي، ولكن يظهر بأنَّ نتائج العلاج الجراحي أفضل من العلاج المُحافظ. يتضمن العلاج الجراحي افتكاك العصب أو خياطة النهاية بالنهاية (خياطة طرف العصب بطرف العصب) أو الاستبدال الجراحي للجزء المُتأثر من العضلة شبه المنحرفة بمجموعاتٍ عضلية أُخرى.
قد يؤدي ضرر العصب الإضافي إلى انفتال العنق.

## التاريخ
يُعتبر عالم التشريح الإنجليزي توماس ويليس أول من وصف العصب الإضافي، وكان ذلك عام 1664، حيثُ اختار اسم (باللاتينية: nervus accessorius) والذي يعني إضافي أو لاحق؛ وذلك لأنَّ العصب الإضافي يرتبطُ بالعصب المبهم.
في عام 1848 وصف عالم التشريح الأيرلندي جونز كوين هذا العصب بأنهُ "عصبٌ شوكيٌ إضافيٌ للعصب المبهم"، وبين أنهُ على الرغم من أنَّ جزءً بسيطًا من العصب يتصل مع العصب المبهم الأكبر، إلا أنَّ معظم ألياف العصب الإضافي تنشأ من الحبل الشوكي. في عام 1893 اكتُشف أن الألياف العصبية التي كانت تُسمى حتى ذلك الوقت بالألياف العصبية الإضافية للعصب المبهم، تنشأ من النواة نفسها في النخاع المستطيل، وأصبح يُنظر أكثر إلى هذه الألياف بأنها جزءٌ من العصب المبهم نفسه. بالتالي، فإن مُصطلح العصب الإضافي (accessory nerve) كان ولا يزال يُستخدم بشكل متزايدٍ للدلالة فقط على أليافٍ من الحبل الشوكي، ومما زاد تأكيد هذا الرأي أنَّ الجزء الشوكي فقط من العصب الإضافي يُمكن فحصهُ سريريًا.

## معرض صور

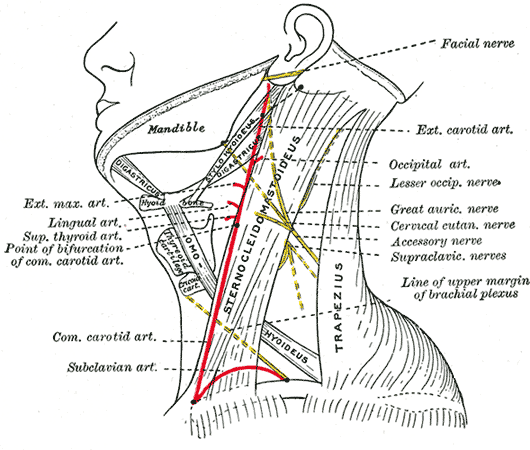
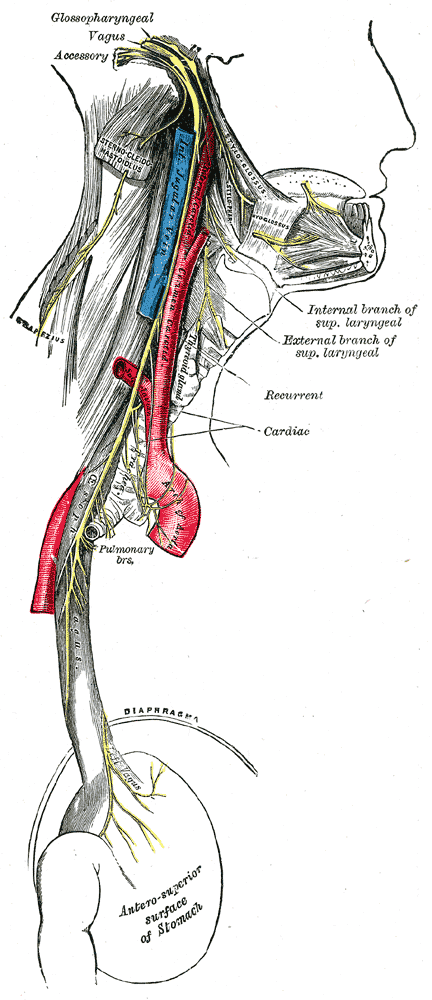

## هوامش
1. العَصَب الإِضافِي أو العَصَب اللَّاحِق (باللاتينية: nervus accessorius)، ويُسمى العصب القِحفي الحادي عشر أو العصب الجمجمي الحادي عشر (بالإنجليزية: Cranial nerve XI)‏، ويُكتب اختصارًا العصب XI.
2. حسب مصطلحات التشريح فإنَّ، وسطي أو إنسي (Medial) معناه أقرب إلى الخط المنصف لجسم الإنسان، أما جانبي أو وحشي (Lateral) معناه أبعد عن الخط المنصف لجسم الإنسان.

### باللغة الإنجليزية
1. ↑  نموذج تأسيسي في التشريح، QID:Q1406710
2. ↑  نموذج تأسيسي في التشريح، QID:Q1406710
3. 1 2 3 4 5  Richard S. Snell (2010). snell's clinical anatomy by region (بالإنجليزية) (9 ed.). يبينكوت وليامز ويلكنز. p. 199-200. ISBN:9788184736588. {{استشهاد بكتاب}}: الوسيط |تاريخ الوصول بحاجة لـ |مسار= (help)
4. 1 2 3 4 5 6 7 8 9 10 11 12  Talley، Nicholas (2014). Clinical Examination. Churchill Livingstone. ص. 424–5. ISBN:978-0-7295-4198-5.
5. 1 2  Skórzewska، A؛ Bruska، M؛ Woźniak، W (1994). "The development of the spinal accessory nerve in human embryos during 5th week (stages 14 and 15)". Folia morphologica. ج. 53 ع. 3: 177–84. PMID:7883243.
6. 1 2 3 4  Finsterer، Josef؛ Grisold، Wolfgang (2015). "Disorders of the lower cranial nerves". Journal of Neurosciences in Rural Practice. ج. 6 ع. 3: 377. DOI:10.4103/0976-3147.158768. PMC:4481793.{{استشهاد بدورية محكمة}}:  صيانة الاستشهاد: دوي مجاني غير معلم (link)
7. 1 2 3 4 5 6 7  Gray's Anatomy 2008، صفحة 459.
8. ↑  "Spinal Accessory Nerve". Structure of the Human body, Loyola University Medical Education Network. مؤرشف من الأصل في 2007-06-16. اطلع عليه بتاريخ 2007-06-17.
9. 1 2 3 4  Terence R. Anthoney (1993). Neuroanatomy and the Neurologic Exam: A Thesaurus of Synonyms, Similar-Sounding Non-Synonyms, and Terms of Variable Meanings. Boca Raton: CRC-Press. ص. 69–73. ISBN:0-8493-8631-4.
10. ↑  London J، London NJ، Kay SP (1996). "Iatrogenic accessory nerve injury". Annals of the Royal College of Surgeons of England. ج. 78 ع. 2: 146–50. PMC:2502542. PMID:8678450.
11. 1 2 3 4 5 6  Kelley، Martin J.؛ Kane، Thomas E.؛ Leggin، Brian G. (فبراير 2008). "Spinal Accessory Nerve Palsy: Associated Signs and Symptoms". Journal of Orthopaedic & Sports Physical Therapy. ج. 38 ع. 2: 78–86. DOI:10.2519/jospt.2008.2454.
12. 1 2  Davis، Matthew C.؛ Griessenauer، Christoph J.؛ Bosmia، Anand N.؛ Tubbs، R. Shane؛ Shoja، Mohammadali M. (يناير 2014). "The naming of the cranial nerves: A historical review". Clinical Anatomy. ج. 27 ع. 1: 14–19. DOI:10.1002/ca.22345.
13. 1 2  Ryan S، Blyth P، Duggan N، Wild M، Al-Ali S (2007). "Is the cranial accessory nerve really a portion of the accessory nerve? Anatomy of the cranial nerves in the jugular foramen". Anatomical Science International. ج. 82 ع. 1: 1–7. DOI:10.1111/j.1447-073X.2006.00154.x. PMID:17370444.
14. 1 2 3  Gray's Anatomy 2008، صفحة 460.
15. ↑  Saman M، Etebari P، Pakdaman MN، Urken ML (2010). "Anatomic relationship between the spinal accessory nerve and the jugular vein: a cadaveric study". Surgical and Radiologic Anatomy. ج. 33 ع. 2: 175–179. DOI:10.1007/s00276-010-0737-y. PMID:20959982.
16. 1 2  Sadler (2011). Langman's Medical Embryology (بالإنجليزية) (12 ed.). يبينكوت وليامز ويلكنز. p. 313-315. ISBN:9781451113426. {{استشهاد بكتاب}}: الوسيط |تاريخ الوصول بحاجة لـ |مسار= (help)
17. ↑  Kelley، Martin J.؛ Kane، Thomas E.؛ Leggin، Brian G. (فبراير 2008). "Spinal Accessory Nerve Palsy: Associated Signs and Symptoms". Journal of Orthopaedic & Sports Physical Therapy. ج. 38 ع. 2: 78–86. DOI:10.2519/jospt.2008.2454. The upper trapezius elevates, the middle trapezius retracts, and the lower trapezius depresses. In unison, the pri- mary function of the trapezius is to up- wardly rotate the scapula during shoulder elevation, forming a force couple with the serratus anterior
18. ↑  William T. Mosenthal (1995). A Textbook of Neuroanatomy: With Atlas and Dissection Guide. Washington, DC: Taylor & Francis. ص. 12. ISBN:1-85070-587-9.
19. ↑  Duane E. Haines (2004). Neuroanatomy: an atlas of structures, sections, and systems. Hagerstown, MD: Lippincott Williams & Wilkins. ISBN:0-7817-4677-9. مؤرشف من الأصل في 2019-12-17.
20. ↑  Joshi SS، Joshi SD (2001). "Muscle Dorso-Fascialis — A Case Report". Journal of the Anatomical Society of India. ج. 50 ع. 2: 159–160.
21. 1 2 3  Martin، Ryan M.؛ Fish، David E. (2 نوفمبر 2007). "Scapular winging: anatomical review, diagnosis, and treatments". Current Reviews in Musculoskeletal Medicine. ج. 1 ع. 1: 1–11. DOI:10.1007/s12178-007-9000-5. PMC:2684151.
22. ↑  Tomczak، K (2013). "Torticollis". Journal of Child Neurology. ج. 28 ع. 3: 365–378. DOI:10.1177/0883073812469294. PMID:23271760.
23. ↑  Jones Quain (1848). Richard Quain؛ William Sharpey (المحررون). Elements of Anatomy (ط. 5th). London: Taylor, Walton, and Maberly. ج. 2. ص. 812. مؤرشف من الأصل في 2019-12-17.

### باللغة العربيَّة
1. 1 2  يُوسف حِتّي؛ أحمَد شفيق الخَطيب (2008). قامُوس حِتّي الطِبي للجَيب. بيروت، لبنان: مكتبة لبنان ناشرون. ص. 4. ISBN:995310235X. {{استشهاد بكتاب}}: الوسيط |تاريخ الوصول بحاجة لـ |مسار= (مساعدة)
2. ↑  "ترجمة (Accessory nerve) في المعجم الطبي الموحد". مكتبة لبنان ناشرون. مؤرشف من الأصل في 2019-12-06. اطلع عليه بتاريخ 2019-12-06.
3. 1 2  "ترجمة (Accessory nerve) في القاموس الطبي". مكتبة لبنان ناشرون. مؤرشف من الأصل في 2019-12-06. اطلع عليه بتاريخ 2019-12-06.
4. 1 2  "ترجمة (Accessory nerve) في معجم مرعشي الطبي الكبير". مكتبة لبنان ناشرون. مؤرشف من الأصل في 2019-12-06. اطلع عليه بتاريخ 2019-12-06.
5. ↑  "ترجمة (Accessory nerve) في المعجم طب الأسنان الموحد". مكتبة لبنان ناشرون. مؤرشف من الأصل في 2019-12-06. اطلع عليه بتاريخ 2019-12-06.
6. 1 2  "ترجمة (Accessory nerve) في موقع القاموس/طب". www.alqamoos.org. مؤرشف من الأصل في 2019-12-10. اطلع عليه بتاريخ 2019-12-06.
7. 1 2  "ترجمة (eleventh cranial nerve) في قاموس المعاني". قاموس المعاني. مؤرشف من الأصل في 2019-12-06. اطلع عليه بتاريخ 2019-12-06.
8. ↑  "ترجمة (Accessory nerve) في القاموس الطبي". مكتبة لبنان ناشرون. مؤرشف من الأصل في 2019-12-06. اطلع عليه بتاريخ 2019-12-06.

## وصلات خارجية
- GrossAnatomy/h_n/cn/cn1/cn11.htm في موقع (MedEd) التابع لجامعة لويولا.
- درسٌ تشريحي حول lesson6 مُعدٌ بواسطة ويسلي نورمان (جامعة جورجتاون).
- درسٌ تشريحي حول cranialnerves مُعدٌ بواسطة ويسلي نورمان (جامعة جورجتاون). (XI)
- صور تشريحية:28:13-0115 في مركز داونستيت الطبي التابع لجامعة نيويورك
- "11-1". الأعصاب القحفية (Cranial Nerves). مدرسة طب جامعة ييل. مؤرشف من الأصل في 2016-03-03.